# Pitman Fracture Zone
Koordinaten: 64° 30′ S, 170° 0′ W
Die Pitman Fracture Zone (englisch für Pitman-Bruchzone) ist eine unterseeische Transformstörung im Südlichen Ozean. Sie verläuft zwischen dem 58. und 71. südlichen Breitengrad sowie zwischen dem 155. und 175. westlichen Längengrad.
Die Benennung, im März 1993 vom Advisory Committee on Undersea Features (ACUF) bestätigt, erfolgte auf Vorschlag von Steven Cande, William F. Haxby und Carol A. Raymond vom Lamont-Doherty Geological Observatory. Namensgeber ist der US-amerikanische Geophysiker Walter C. Pitman (1936–2019) für seine Studien zur Kontinentaldrift und Ozeanbodenspreizung.